# Eosphaerophoria luteofasciata
Eosphaerophoria luteofasciata är en tvåvingeart som beskrevs av Ximo Mengual 2010. Eosphaerophoria luteofasciata ingår i släktet Eosphaerophoria och familjen blomflugor. Inga underarter finns listade i Catalogue of Life.